# Обсерватория
Обсерваторията (observe или observer от Английски език  – „наблюдавам“) е място, предназначено за научни наблюдения на земни и небесни явления. Обсерватории се строят за целите на астрономията, климатологията, геологията, метеорологията, океанологията и вулканологията.

## История

### Наземни обсерватории
Едни от първите уреди, използвани в астрономическите обсерватории, са били секстантите. Предполага се, че мегалитният комплекс Стоунхендж във Великобритания е древна астрономическа обсерватория, като положенията на огромните камъни отбелязват характерни положения на Слънцето и Луната (лятно слъцестоене, равноденствие и други).
Съвременните астрономически обсерватории са оборудвани с телескопи, които са монтирани в големи подвижни куполи. Най-големите телескопи на Земята са двата 10-метрови американски телескопи Кек, четирите 8-метрови телескопа на Европейската южна обсерватория в Чили, 6-метровият Голям алт-азимутален телескоп на Специалната астрофизическа обсерватория в Кавказ, Русия.

### Космически обсерватории
Освен наземни телескопи, астрономите изпращат телескопи и в космоса. Космическите обсерватории могат да наблюдават астрономически обекти в честоти от целия елелектромагнитния спектър, включително такива, които не се наблюдават от Земята, понеже не проникват през земната атмосфера. Земната атмосфера е непроницаема за ултравиолетовите, рентгеновите и за гама-лъчите и частично непроницаема за инфрачервените лъчи и затова тези лъчения могат да се наблюдават с космическите телескопи, разположени над атмосферата. Друго преимущество на космическите обсерватории е, че техните наблюдения не са засегнати от метеорологичните промени в атмосферата.
Първият космически телескоп, който работи във видима светлина, е космическият телескоп Хъбъл. Той е изведен в околоземна орбита и се обслужва от космическа совалка. До май 2009 са изпратени 5 сервизни мисии до Хъбъл. Много други космически телескопи изобщо не могат да бъдат обслужвани и ремонтирани поради отделеченост на орбитите им. Очакваният срок на експлоатация е до 2013, но тъй като е добро състояние, мисията му е удължена до 2030-2040. 
На 25 декември 2021 г е изстрелян космическият телескоп Джеймс Уеб, който ще работи в инфрачервения спектър и е с диаметър на огледалото 6,5 m (за сравнение диаметърът на огледалото на Хъбъл е 2,4 m).
Други космически телескопи са Чандра и XMM-Newton (ренгенови лъчи), Спицер (инфрачервени) и други.

## Българските обсерватории
НАО – Рожен е най-голямата българска астрономическа обсерватория. Тя се намира в Родопите, на връх Свети Дух, в местността Рожен. Тя разполага с няколко телескопа, между които телескоп с диаметър на огледалото 2 м. . Обсерваторията се управлява от Института по астрономия на БАН.

### В България
- Национална астрономическа обсерватория Рожен
- Астрономически център на Шуменския университет Архив на оригинала от 2010-09-12 в Wayback Machine.
- Народна астрономическа обсерватория и планетариум – гр. Смолян
- Астрономическа обсерватория и планетариум „Николай Коперник“ – Варна
- Народна астрономическа обсерватория „Юрий Гагарин“ – Стара Загора Архив на оригинала от 2007-03-04 в Wayback Machine.
- Народна астрономическа обсерватория и планетариум „Джордано Бруно“ – Димитровград

### В САЩ
- Паломар, Сан Диего

### Европейска южна обсерватория
- Европейска южна обсерватория